# Juan Rejón
Juan Rejón (* um 1440 Königreich León ; † Mai 1481 in Hermigua (La Gomera)) war von 1478 bis 1480 einer der Leiter der Eroberung der Insel Gran Canaria im Auftrag der Krone von Kastilien.

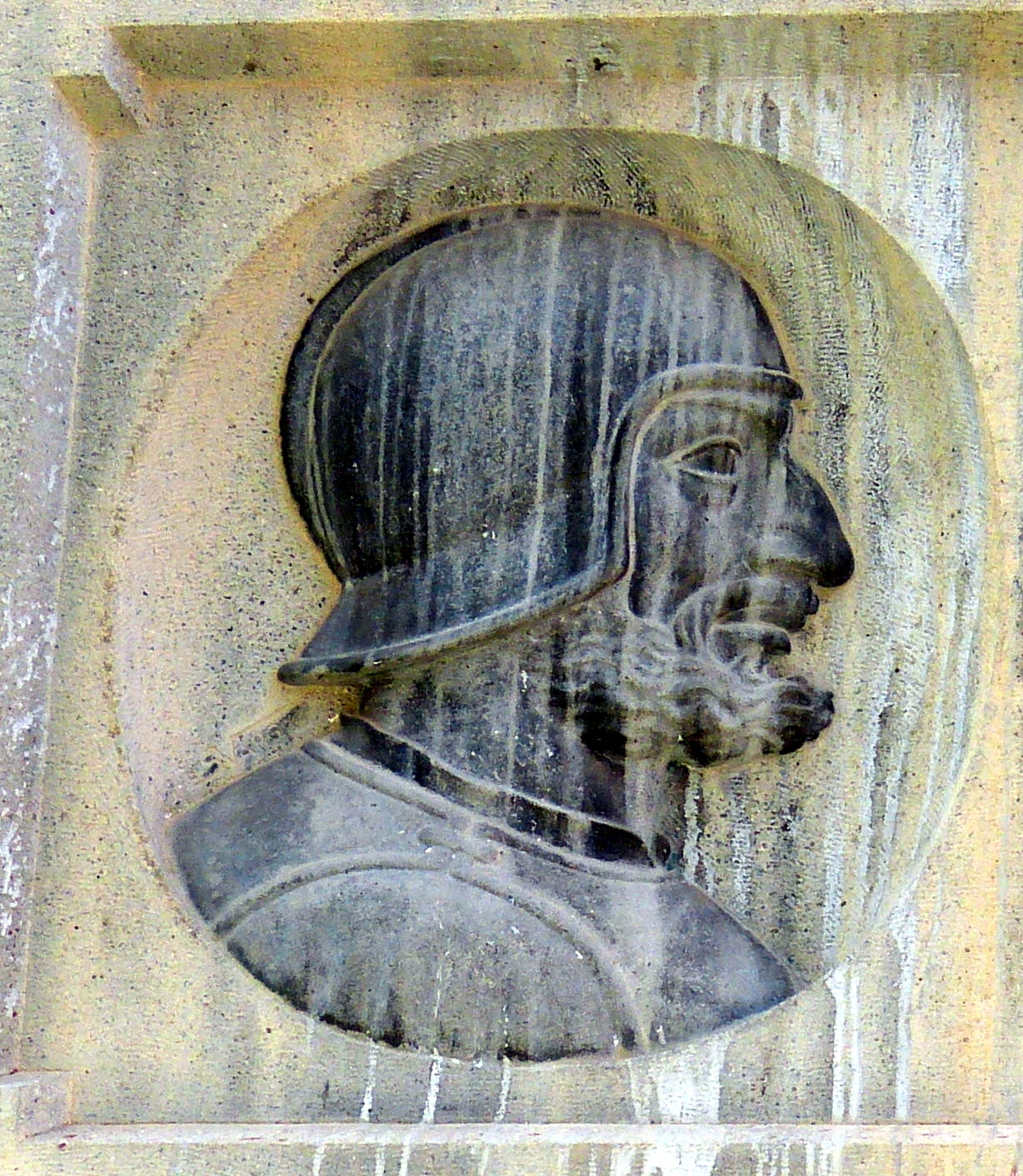
Gedenktafel für Juan Rejon am Casa de Colón

## Familie und Tätigkeit in Kastilien
Juan Rejón war der Bruder von Hernando Rejón, Hauptmann der Artillerie im Feldzug gegen Granada. Er war verheiratet mit der Aragonesin Elvira de Sotomayor, der Schwester von Alonso Jáimez de Sotomayor, der das Amt des Fahnenträgers bei der Eroberung Gran Canarias hatte. Mit Elvira de Sotomayor hatte er zwei Kinder.
Im Jahr 1476 war Juan Rejón Bürger der Stadt Sevilla. Er war Beauftragter Königin Isabellas und König Ferdinands von Kastilien bei der Schaffung der Hermandad Andalusiens. Er nahm an der Schaffung und der Tätigkeit der ganz Kastilien umfassenden Santa Hermandad in den Jahren 1476 und 1477 teil.

## Gran Canaria

### Beginn der Eroberung
Durch den Kastilischen Erbfolgekrieg war die Staatskasse der Krone von Kastilien stark belastet. Um die Eroberung der Kanarischen Inseln Gran Canaria, La Palma und Teneriffa sowie später die der amerikanischen Kolonien zu finanzieren, schufen Königin Isabella und König Ferdinand von Kastilien das System der Capitulaciones. Dabei übernahmen Privatpersonen die Finanzierung und Durchführung der Militäraktionen.
Am 20. April 1478 einigten sich die Vertreter der Krone von Kastilien mit dem Bischof von Rubicón, Juan Frías, dem Dekan Juan Bermúdez und Juan Rejón darauf, dass diese drei Personen die Eroberung der Insel Gran Canaria durchführen sollten. Am 13. Mai 1478 wurde in Sevilla im Namen der Königin Isabella und des Königs Ferdinand eine dementsprechende Capitulación ausgestellt. Der Bischof von Rubicón, Juan de Frías, war als Geldgeber verantwortlich für die Ausrüstung und die Versorgung der Truppe. Juan de Frías nahm nicht persönlich an der Eroberung teil. Juan Bermudez war nicht nur Kleriker, er wurde in den Anschreiben der Katholische Könige als Capitán (Hauptmann) noch vor Juan Rejón genannt.
Am 13. Mai 1478 gingen in Puerto de Santa María 600 (nach anderen Berichten insgesamt 1300) Soldaten und Reiter an Bord. Ende Mai 1478 kamen sie auf der Reede von La Isleta (heute ein Stadtteil von Las Palmas de Gran Canaria) an. Es wurde das Heerlager "Las Palmas" angelegt, das den Ursprung der späteren Stadt Las Palmas de Gran Canaria bildete. Als Gründungstag wurde der 24. Juni festgelegt. Er ist der Tag des Heiligen Johannes, des Schutzheiligen von Juan Frias, Juan Bermudes und Juan Rejón. Die Canarios standen den Eroberern feindlich gegenüber. Als Antwort auf den Widerstand der Canarios ließ Juan Rejón am Ende des Sommers im Jahre 1478 Kornfelder und Feigenbäume verbrennen und begann so mit der Entwaldung der Insel. Diese Art des blutigen Krieges der Verbrannten Erde fand nicht die Zustimmung des Juan Bermudez, weil sie die Christianisierung der Ureinwohner verhinderte. Auch andere Entscheidungen Juan Rejóns führten zu Streit in der Führung der Eroberungstruppen.

### Erste Auseinandersetzung mit Hernán Peraza
Die von Juan Rejón praktizierte Kriegstaktik führte dazu, dass eine Versorgung der Eroberer aus dem Land nicht möglich war. Um den Bedarf der Truppe an Lebensmitteln zu decken, wollte Juan Rejón Proviant auf der Insel Lanzarote beschaffen. Die Insel war Inés Peraza de las Casas und ihrem Ehemann Diego García de Herrera y Ayala 1477 von der Königin und dem König von Kastilien als Herrschaft zuerkannt worden. Alle Befehlshaber, die nach Gran Canaria geschickt wurden, waren mit einem Erlass vom 12. Mai 1478 ausdrücklich angewiesen, die Islas de Señorío nicht zu betreten. Als Juan Rejón (vermutlich Ende 1478 / Anfang 1479) in der Bucht von Arrecife mit einer Brigantine und etwa zwanzig Leuten erschien, schickte Inés Peraza ihren Sohn Hernán Peraza mit 30 Männern, um Juan Rejón, der mit einer Truppe von zehn Männern an Land gegangen war, zurückzuweisen. Diese Truppe wirkte so  einschüchternd, dass Juan Rejón sich zum Rückzug entschied. Es gab einen Austausch von Pfeilen und Gewehrfeuer, bei dem einige Soldaten Hernán Perazas und auch er selbst verletzt wurden. Der Vorfall erregte einiges Aufsehen auf den Inseln, wurde aber wohl nicht am Königshof bekannt.

### Pedro de Algaba
Als Königin Isabella und König Ferdinand von Kastilien von den Uneinigkeiten in der Führung der Eroberungstruppe erfuhren, die den Erfolg der militärischen Aktion gefährdeten, ernannten sie am 27. August 1478 Pedro de Algaba zum ersten Gouverneur Gran Canarias. Er sollte die „Uneinigkeiten und Ärgernisse“ (divisiones y escandalos) zwischen den Hauptleuten beseitigen, dass „alles in gutem Frieden und Eintracht“ (todos en buena pas y concordia) verlaufen möge. In der Ernennungsurkunde wurden die Rechte des Gouverneurs nicht genau festgelegt. Pedro de Algaba konnte die Gegensätze zwischen den verschiedenen Gruppen nicht beilegen. Er ließ daraufhin Juan Bermudez auf die Insel Lanzarote verbannen und Juan Rejón festnehmen und auf der Iberischen Halbinsel vor ein Gericht am königlichen Hof bringen. Das Gericht befand das Verhalten Juan Rejóns auf der Insel Gran Canaria nicht als strafwürdig. Er kehrte daher in seine vorherige Position als Hauptmann der Eroberungstruppen auf der Insel Gran Canaria zurück.
Die Situation auf der Insel mit dem militärischen Führer Juan Rejón und dem zivilen Gouverneur Pedro de Algaba war unhaltbar. Dies und das bisherige Scheitern der Eroberung veranlasste die Krone neue Vereinbarungen auszuhandeln. Am 24. Februar 1480 wurde mit Alonso de Quintanilla und Pedro Fernández Cabrón eine neue Einigung über die Finanzierung und Durchführung der Eroberung der Insel Gran Canaria erreicht.  Am 4. Februar 1480 ernannten die Königin und der König von Kastilien Pedro de Vera zum Gouverneur der Insel. In der Ernennungsurkunde waren seine Befugnisse genau aufgezählt.
Er hatte das Amt des Generalkapitäns und des Kommandanten der Befestigungsanlagen also die gesamte militärische Macht. Er war Gouverneur und Corregidor und als solcher die oberste politische und juristische Instanz auf der Insel. Er brach am 7. Juli 1480 von El Puerto de Santa María in Richtung Gran Canaria auf.
Als Pedro de Vera auf Gran Canaria ankam, musste er feststellen, dass sein Vorgänger als Gouverneur, Pedro de Algaba, in einem siebzehn Tage dauernden Prozess als Verräter verurteilt und Ende Mai oder Anfang Juni 1480 hingerichtet worden war. Ihm war vorgeworfen worden, versucht zu haben, die Inseln an den König von Portugal zu verkaufen. Mit ihm habe er Schriftverkehr geführt und von ihm habe er Geschenke empfangen. Da Pedro de Vega an der Rechtmäßigkeit des Ablaufes des Prozesses gegen Pedro de Algaba zweifelte, schickte er Juan Rejón auf die Iberische Halbinsel, damit dort das königliche Gericht über die Rechtmäßigkeit entscheiden solle.

## Tod auf La Gomera
Das königliche Gericht entschied erneut zu Gunsten von Juan Rejón. Er wurde nicht in sein früheres Amt als Eroberer der Insel Gran Canaria eingesetzt, sondern mit der Eroberung der Insel La Palma beauftragt. Mit vier Schiffen, dreihundert Mann und zwanzig Pferden verließ Juan Rejón im Frühjahr 1481 den Hafen von Cádiz. Er wurde von seiner Frau und seinen zwei kleinen Kindern begleitet. Es ist erstaunlich, dass er sie nicht in Las Palmas auf Gran Canaria bei der Familie seiner Frau gelassen hat. Die Schiffe hatten im Mai 1481 offenbar bereits die Küste La Palmas erreicht aber ein Unwetter brachte ein Schiff an die Küste von La Gomera. Im Tal von Hermigua ging Juan Rejón mit seiner Frau, seinen Kindern und nur acht Männern an Land. Die Insel La Gomera stand unter der Herrschaft von Hernán Peraza de Ayala, mit dem Juan Rejón zwei Jahre vorher, als er Proviant auf der Insel Lanzarote beschaffen wollte, eine blutige Auseinandersetzung hatte. Als Hernán Peraza von der Anwesenheit Juan Rejóns auf der Insel erfuhr, schickte er einige Gomeros die Juan Rejón zu ihm bringen sollten. Der lehnte es ab, vor dem Herrn der Insel zu erscheinen. Es kam zu einem Kampf, bei dem Juan Rejón getötet wurde. Der Fall kam vor das königliche Gericht. Dort wurde festgestellt, dass Hernán Peraza am Tod von Juan Rejón keine Schuld traf.
Juan Rejón wurde in der Kirche Asunción de San Sebastián de la Gomera beigesetzt.